# Championnat d'Europe féminin de basket-ball en fauteuil roulant 2017
Pour un article plus général, voir Championnat d'Europe de basket-ball en fauteuil roulant.
Cet article traite de l'épreuve féminine. Pour la compétition masculine, voir Championnat d'Europe de basket-ball en fauteuil roulant masculin 2017.
Navigation
Édition précédente Édition suivante
Le championnat d'Europe de basket-ball en fauteuil roulant féminin 2017, ou IWBF European Wheelchair Basketball Championship for Women division A (ECWA) 2017, est le championnat d'Europe féminin d'handibasket de première division (appelée Division A), organisé par l'IWBF Europe.
La compétition a lieu à Adeje, plus précisément dans la station balnéaire de Costa Adeje, sur l'île de Tenerife (archipel des Canaries), en Espagne, en même temps et dans les mêmes conditions que la compétition masculine. L'Allemagne remet en jeu son titre obtenu en 2015.

## Localisation
L’organisation des championnats d'Europe masculin et féminin 2017 a été attribuée à Adeje, qui avait déjà accueilli le final four de la Champions Cup 2017, la plus importante compétition internationale de clubs en Europe.
Les rencontres se déroulent sur deux sites se trouvant dans la station balnéaire de Costa Adeje.

## Compétition
La compétition réunit 6 des 7 sélections nationales du dernier championnat d'Europe. Seule l'équipe d'Italie (sixième en 2015) ne participe pas à cette édition, à la suite de sa troisième (et dernière) place lors du championnat d'Europe féminin de division B ayant eu lieu en 2016.
| Sélection       | Classement Euro 2015  | Classement Jeux de Rio |
| --------------- | --------------------- | ---------------------- |
| Allemagne       | 1                     | 2                      |
| Pays-Bas        | 2                     | 3                      |
| Grande-Bretagne | 3                     | 4                      |
| France          | 4                     | 8                      |
| Espagne         | 1 · (Euro 2016 div B) | -                      |
| Turquie         | 2 · (Euro 2016 div B) | -                      |

### Tour préliminaire
Les quatre premières équipes sont qualifiées pour les demi-finales.
| # | Équipe          | Pts | G | P | Pm  | Pe  | Diff | Dép | Moy   |
| - | --------------- | --- | - | - | --- | --- | ---- | --- | ----- |
| 1 | Allemagne       | 10  | 5 | 0 | 286 | 193 | +93  |     | 57-39 |
| 2 | Pays-Bas        | 9   | 4 | 1 | 330 | 171 | +159 |     | 66-34 |
| 3 | Grande-Bretagne | 8   | 3 | 2 | 271 | 222 | +49  |     | 54-44 |
| 4 | France          | 7   | 2 | 3 | 231 | 282 | -51  |     | 46-56 |
| 5 | Espagne         | 6   | 1 | 4 | 235 | 258 | -23  |     | 47-52 |
| 6 | Turquie         | 5   | 0 | 5 | 113 | 340 | -227 |     | 23-68 |

| 21 juin | Espagne         | 82 - 10 | Turquie         |
| 22 juin | Pays-Bas        | 59 - 30 | France          |
| 22 juin | Grande-Bretagne | 43 - 45 | Allemagne       |
| 23 juin | Allemagne       | 49 - 35 | Espagne         |
| 23 juin | France          | 52 - 56 | Grande-Bretagne |
| 23 juin | Turquie         | 17 - 81 | Pays-Bas        |
| 24 juin | Grande-Bretagne | 35 - 63 | Pays-Bas        |
| 24 juin | Allemagne       | 57 - 21 | Turquie         |
| 24 juin | Espagne         | 50 - 56 | France          |
| 25 juin | France          | 39 - 74 | Allemagne       |
| 25 juin | Grande-Bretagne | 66 - 22 | Turquie         |
| 25 juin | Pays-Bas        | 72 - 28 | Espagne         |
| 26 juin | Turquie         | 43 - 54 | France          |
| 26 juin | Espagne         | 40 - 71 | Grande-Bretagne |
| 26 juin | Allemagne       | 61 - 55 | Pays-Bas        |

### Play-offs
Les quatre premières équipes du tour préliminaire se retrouvent dans un tableau à élimination directe pour jouer le titre. Les deux dernières se rencontrent dans un match de classement direct pour la 5e place, qualificative pour le Mondial 2018.

#### Tableau
|  | Demi-finales        | Demi-finales |               |    | Finale  | Finale  |
|  | Demi-finales        | Demi-finales |               |    | Finale  | Finale  |
|  |                     |              |               |    |         |         |
|  | 28 juin             | 28 juin      |               |    | 30 juin | 30 juin |
|  | 28 juin             | 28 juin      |               |    | 30 juin | 30 juin |
|  | (1) Allemagne       | 50           |               |    | 30 juin | 30 juin |
|  | (1) Allemagne       | 50           |               |    | 30 juin | 30 juin |
|  | (4) France          | 33           |               |    | 30 juin | 30 juin |
|  | (4) France          | 33           | (1) Allemagne | 46 |         |         |
|  | 28 juin             |              | (1) Allemagne | 46 |         |         |
|  |                     | (2) Pays-Bas | 56            |    |         |         |
|  | (2) Pays-Bas        | (2) Pays-Bas | 56            | 59 |         |         |
|  | (2) Pays-Bas        |              |               | 59 |         |         |
|  | (3) Grande-Bretagne | 42           |               |    |         |         |
|  | (3) Grande-Bretagne | 42           | 3e place      |    |         |         |
|  |                     |              |               |    |         |         |
|  | 30 juin             |              |               |    |         |         |
|  |                     |              |               |    |         |         |
|  | (4) France          | 37           |               |    |         |         |
|  | (4) France          | 37           |               |    |         |         |
|  | (3) Grande-Bretagne | 68           |               |    |         |         |
|  | (3) Grande-Bretagne | 68           |               |    |         |         |

|  | 5e place    |    |
|  |             |    |
|  |             |    |
|  |             |    |
|  | (5) Espagne | 94 |
|  | (5) Espagne | 94 |
|  | (6) Turquie | 29 |
|  | (6) Turquie | 29 |

#### Match pour la cinquième place
| 29 juin 2017 14 h 30 WEST | Boxscore | Espagne                                                             | 94-29                    | Turquie                                  |  | Pabellón Polideportivo Las Torres Adeje |
| 29 juin 2017 14 h 30 WEST | Boxscore | Score par quart-temps : 16-2, 24-9, 26-7, 28-11                     |                          |                                          |  | Pabellón Polideportivo Las Torres Adeje |
| 29 juin 2017 14 h 30 WEST | Boxscore | Score par mi-temps : 40-11, 54-18                                   |                          |                                          |  | Pabellón Polideportivo Las Torres Adeje |
| 29 juin 2017 14 h 30 WEST | Boxscore | V. Pérez Gutierrez, 31 M. Alonso Vilariño, 13 V. Pérez Gutierrez, 4 | Points Rebonds Passes d. | M. Ercan, 15 B. Ünal, 7 Kinali, Cesur, 2 |  | Pabellón Polideportivo Las Torres Adeje |

#### Troisième place
| 30 juin 2017 10 h WEST | bOXSCORE | France                                          | 37-68                    | Grande-Bretagne                             |  | Pabellón Polideportivo Las Torres Adeje |
| 30 juin 2017 10 h WEST | bOXSCORE | Score par quart-temps : 8-16, 8-20, 8-14, 13-18 |                          |                                             |  | Pabellón Polideportivo Las Torres Adeje |
| 30 juin 2017 10 h WEST | bOXSCORE | Score par mi-temps : 16-36, 21-32               |                          |                                             |  | Pabellón Polideportivo Las Torres Adeje |
| 30 juin 2017 10 h WEST | bOXSCORE | M. Buso, 23 M. Buso, 5 Picut-Alixe, Buso, 3     | Points Rebonds Passes d. | H. Freeman, 27 H. Freeman, 12 H. Freeman, 5 |  | Pabellón Polideportivo Las Torres Adeje |

#### Finale
| 30 juin 2017 16 h WEST | Boxscore | Allemagne                                       | 46-56                    | Pays-Bas                                          |  | Pabellón Polideportivo Las Torres Adeje |
| 30 juin 2017 16 h WEST | Boxscore | Score par quart-temps : 8-15, 15-8, 8-19, 15-14 |                          |                                                   |  | Pabellón Polideportivo Las Torres Adeje |
| 30 juin 2017 16 h WEST | Boxscore | Score par mi-temps : 23-23, 23-33               |                          |                                                   |  | Pabellón Polideportivo Las Torres Adeje |
| 30 juin 2017 16 h WEST | Boxscore | M. Miller, 23 B. Gross, 8 M. Miller, 4          | Points Rebonds Passes d. | M. Beijer, 26 C. De Rooij, 10 Kramer, De Rooij, 5 |  | Pabellón Polideportivo Las Torres Adeje |

## Classements, statistiques et récompenses

### Leaders statistiques par catégorie

#### Statistiques des équipes
L'équipe des Pays-Bas termine meilleure attaque de la compétition (plus de 63 points inscrits par match), avec la meilleure adresse (45 % de réussite aux tirs).
| Place | Équipe          | MJ | Moyenne | Total |
| ----- | --------------- | -- | ------- | ----- |
| 1     | Pays-Bas        | 7  | 63,57   | 445   |
| 2     | Espagne         | 6  | 54,83   | 329   |
| 3     | Allemagne       | 7  | 54,58   | 382   |
| 4     | Grande-Bretagne | 7  | 54,43   | 381   |
| 5     | France          | 7  | 43,00   | 301   |

| Place | Équipe          | MJ | Moyenne |
| ----- | --------------- | -- | ------- |
| 1     | Espagne         | 6  | 33,83   |
| 2     | Grande-Bretagne | 7  | 31,86   |
| 3     | Pays-Bas        | 7  | 30,86   |
| 4     | Allemagne       | 7  | 27,57   |
| 5     | France          | 7  | 22,14   |

| Place | Équipe          | MJ | Moyenne |
| ----- | --------------- | -- | ------- |
| 1     | Pays-Bas        | 7  | 8,71    |
| 2     | Allemagne       | 7  | 6,00    |
| 3     | Espagne         | 6  | 5,50    |
| 4     | Grande-Bretagne | 7  | 5,29    |
| 5     | France          | 7  | 4,29    |

| Place | Équipe    | MJ | Moyenne |
| ----- | --------- | -- | ------- |
| 1     | Espagne   | 6  | 1,17    |
| 2     | France    | 7  | 1,00    |
| 2     | Allemagne | 7  | 1,00    |
| 4     | Pays-Bas  | 7  | 0,71    |
| 5     | Turquie   | 6  | 0,50    |

| Place | Équipe          | MJ | FGM | FGA | FG%  |
| ----- | --------------- | -- | --- | --- | ---- |
| 1     | Pays-Bas        | 7  | 200 | 447 | 45 % |
| 2     | Allemagne       | 7  | 166 | 401 | 41 % |
| 3     | Grande-Bretagne | 7  | 160 | 388 | 41 % |
| 4     | Espagne         | 6  | 144 | 362 | 40 % |
| 5     | France          | 7  | 131 | 363 | 36 % |

| Place | Équipe          | MJ | FTM | FTA | FT%  |
| ----- | --------------- | -- | --- | --- | ---- |
| 1     | Grande-Bretagne | 7  | 54  | 109 | 50 % |
| 2     | Allemagne       | 7  | 45  | 94  | 48 % |
| 3     | Espagne         | 6  | 33  | 69  | 48 % |
| 4     | Pays-Bas        | 7  | 45  | 102 | 44 % |
| 5     | France          | 7  | 39  | 92  | 42 % |

#### Statistiques des joueuses
Deux joueuses terminent avec un double-double points-rebonds de moyenne : la Néerlandaise Mariska Beijer (26,9 points et 10,1 rebonds par match) et l'Allemande Mareike Miller (23,1 points et 10,1 rebonds par match).
| Place | Joueuse                        | MJ | Moyenne | Total |
| ----- | ------------------------------ | -- | ------- | ----- |
| 1     | Mariska Beijer                 | 7  | 26,86   | 188   |
| 2     | Mareike Miller                 | 7  | 23,14   | 162   |
| 3     | María Victoria Alonso Vilariño | 6  | 19,67   | 118   |
| 4     | Marianne Buso                  | 7  | 17,57   | 123   |
| 5     | Bo Kramer                      | 7  | 15,86   | 111   |
| 6     | Virginia Pérez Gutierrez       | 6  | 14,50   | 87    |
| 7     | Helen Freeman                  | 7  | 14,29   | 100   |
| 8     | Amy Conroj                     | 7  | 12,29   | 86    |
| 9     | Mine Ercan                     | 6  | 8,67    | 52    |
| 10    | Jitske Visser                  | 7  | 8,00    | 56    |

| Place | Joueuse                        | MJ | Moyenne |
| ----- | ------------------------------ | -- | ------- |
| 1     | Mariska Beijer                 | 7  | 10,14   |
| 1     | Mareike Miller                 | 7  | 10,14   |
| 3     | Virginia Pérez Gutierrez       | 6  | 9,67    |
| 4     | Bo Kramer                      | 7  | 8,86    |
| 5     | María Victoria Alonso Vilariño | 6  | 8,83    |
| 6     | Büşra Ünal                     | 6  | 7,17    |
| 7     | Helen Freeman                  | 7  | 7,00    |
| 8     | Zümeyran Tekçe                 | 6  | 6,33    |
| 9     | Barbara Gross                  | 7  | 6,14    |
| 10    | Marianne Buso                  | 7  | 5,86    |

| Place | Joueuse                        | MJ | Moyenne | Total |
| ----- | ------------------------------ | -- | ------- | ----- |
| 1     | Carina De Rooij                | 7  | 4,14    | 29    |
| 2     | Helen Freeman                  | 7  | 3,86    | 27    |
| 3     | Mareike Miller                 | 7  | 3,14    | 22    |
| 4     | Virginia Pérez Gutierrez       | 6  | 2,67    | 16    |
| 5     | Sonia Ruiz Escribano           | 6  | 2,33    | 14    |
| 6     | Agnieszka Glemp-Etavard        | 7  | 2,14    | 15    |
| 7     | Cher Korver                    | 7  | 2,00    | 14    |
| 8     | Bo Kramer                      | 7  | 1,86    | 13    |
| 9     | Jitske Visser                  | 7  | 1,71    | 12    |
| 10    | María Victoria Alonso Vilariño | 6  | 1,67    | 10    |

| Place | Joueuse                  | MJ | Moyenne | Total |
| ----- | ------------------------ | -- | ------- | ----- |
| 1     | Mareike Miller           | 7  | 0,86    | 6     |
| 2     | Virginia Pérez Gutierrez | 6  | 0,67    | 4     |
| 3     | Jitske Visser            | 7  | 0,43    | 3     |
| 4     | Marianne Buso            | 7  | 0,29    | 2     |
| 4     | Bo Kramer                | 7  | 0,29    | 2     |

| Place | Joueuse                  | MJ | Moyenne | Total |
| ----- | ------------------------ | -- | ------- | ----- |
| 1     | Mareike Miller           | 7  | 2,29    | 16    |
| 2     | Mariska Beijer           | 7  | 2,14    | 15    |
| 2     | Bo Kramer                | 7  | 2,14    | 15    |
| 4     | Marianne Buso            | 7  | 1,57    | 11    |
| 5     | Virginia Pérez Gutierrez | 6  | 1,17    | 7     |

| Place | Joueuse                        | MJ | Moyenne |
| ----- | ------------------------------ | -- | ------- |
| 1     | Zümeyran Tekçe                 | 6  | 36,19   |
| 2     | Agnieszka Glemp-Etavard        | 7  | 34,17   |
| 3     | Mine Ercan                     | 6  | 33,84   |
| 4     | Büşra Ünal                     | 6  | 33,08   |
| 5     | Mareike Miller                 | 7  | 32,41   |
| 6     | Mariska Beijer                 | 7  | 32,10   |
| 7     | Helen Freeman                  | 7  | 32,02   |
| 8     | Ilse Arts                      | 7  | 31,52   |
| 9     | Jitske Visser                  | 7  | 31,43   |
| 10    | María Victoria Alonso Vilariño | 6  | 30,35   |

Seules sont retenues dans ce tableau les joueuses
ayant tenté plus de 5 tirs par match.
| Place | Joueuse        | MJ | FG%  |
| ----- | -------------- | -- | ---- |
| 1     | Mariska Beijer | 7  | 61 % |
| 2     | Marianne Buso  | 7  | 53 % |
| 3     | Mareike Miller | 7  | 53 % |
| 4     | Jitske Visser  | 7  | 51 % |
| 5     | Amy Conroj     | 7  | 49 % |

Seules sont retenues dans ce tableau les joueuses
ayant tenté plus de 2 lancers-francs par match.
| Place | Joueuse        | MJ | FT%  |
| ----- | -------------- | -- | ---- |
| 1     | Marianne Buso  | 7  | 68 % |
| 2     | Robyn Love     | 7  | 64 % |
| 3     | Mariska Beijer | 7  | 63 % |
| 4     | Amy Conroj     | 7  | 63 % |
| 5     | Helen Freeman  | 7  | 62 % |

### All Star Team
Les cinq meilleures joueuses de la compétition par classe de handicap sont:
- Jitzke Visser (1,0 point)
- Joy Haizfelden (2 points)
- Johanna Welin (2 points)
- Mariska Beijer (4 points)
- Mareike Miller (4,5 points)